# Ján Mikolaj
Ján Mikolaj (* 19. října 1953, Košice, Československo) je slovenský politik a vysokoškolský pedagog. V letech 2006–2010 působil ve funkci slovenského ministra školství ve Ficově první vládě. Je členem Slovenské národní strany.

## Život
Vystudoval Vysokou školu dopravní v Žilině.
V parlamentních volbách v roce 2002 byl zvolen do funkce poslance NR SR za HZDS. Začátkem roku 2003 byl jedním z jedenácti poslanců pod vedením Vojtecha Tkáče, kteří vystoupili z HZDS a založili novou stranu Ľudová únia. V průběhu volebního období však i z této strany vystoupil. Byl členem Výboru NR SR pro hospodářství, privatizaci a podnikání.
Ve volbách v roce 2006 kandidoval za Slovenskou národní stranu. Od 4. července 2006 do 8. července 2010 za ni působil ve funkci ministra školství v první vládě Roberta Fica. Od 11. března do 8. července 2010 působil rovněž i jako ministr výstavby a regionálního rozvoje.